# Castillo de Rochafrida
El castillo de Rochafrida, o Rochafría, es un castillo situado sobre un cerro justo al este de la localidad de Beteta, en la provincia de Cuenca (Castilla-La Mancha, España).

## Historia
Este castillo data del siglo XIII, aunque fue reformado en el siglo XIX, habiendo sido estas obras dirigidas por el carlista teniente coronel portugués Manuel Brusco a mando del general Ramón Cabrera.